# MEE (mangaka)
MEE (みいくん Mii-kun?) (su nombre real es Minoru Tachikawa) nacido el 24 de junio en Yanagawa, Japón. Es un mangaka japonés conocido por su obra Hyper Police. El seudónimo que utiliza es el nombre de su gato que cuidó hace tiempo. Casi todas sus obras son de contenido hentai.

## Trabajos
- WAR SIDE GAME: FREE TIME (ふりーたいむ) (1987)
- Moeyo Tetsujin (燃えよ鉄人) (1988)
- LUCKY MASTER (1989)
- Ki ni Naru Otonari-san (気になるお隣さん) (1991)
- Hiromi Nonstop! (1992)
- Kotetsu no Daibouken (小鉄の大冒険) (1992)
- Hiromi-chan Funsenki (1993)
- Hyper Police (はいぱーぽりす) (1993)
- Mee-kun Shoujotai (MEEくん少女隊) (1994)
- Shumi no Kobeya (2000)
- Seigi no Mikata MEE-KUN (2003)
- Get-chu (2003)
- Tokyou Battle (東京バトル) (2004)
- Koukou Jidai Hiromi-chan Funsenki (2005)
- Oshigoto Shimasho (2009)